# ローリング・ロード駅
ローリング・ロード駅（英語：Rolling Road Station）はバージニア州フェアファックス郡にあるバージニア急行鉄道（VRE）のマナサス線の駅。公衆電話と３６８台の無料のパーキングもある。自動販売機で切符を買える。バリアフリー対応。